# Euryalé
Euryalé (latinsky Euryale) je v řecké mytologii dcera mořského boha Forkýna a jeho manželky a sestry Kétó.
Je jednou z Gorgon. Jsou tři, jmenují se Sthenó, Euryalé a Medúsa a jsou opravdu šeredné. Vypadají obludně: rozšklebená tvář, zvířecí uši, místo zubů kly. Kolem hlavy se místo vlasů kroutí hadi. Mají křídla, kovové pěsti, šupinaté tělo. Při pohledu na ně člověk zkamení, přinejmenším tedy při pohledu na Medúsu, která z nich jediná byla smrtelná.
Gorgony žijí v nejzápadnějších končinách země, až na březích Ókeanu. Mají také sourozence – tři hašteřivé stařeny Graie a bratra Ládóna, obrovského draka.
Podle pověstí byla alespoň Medúsa (možná ale všechny) spanilé dívky, alespoň o tom vypráví Ovidius ve 4. knize svých Proměn. Pro jejich ješitnost je bohové proměnili v příšery, nenávidějící lidi.
Medúsu zabil rek Perseus s pomocí bohyně Athény a také tří Gracií. Hlavu mrtvé Medúsy daroval bohyni Athéně, která si ji připevnila na svůj štít.